# Sirkka Polkunen

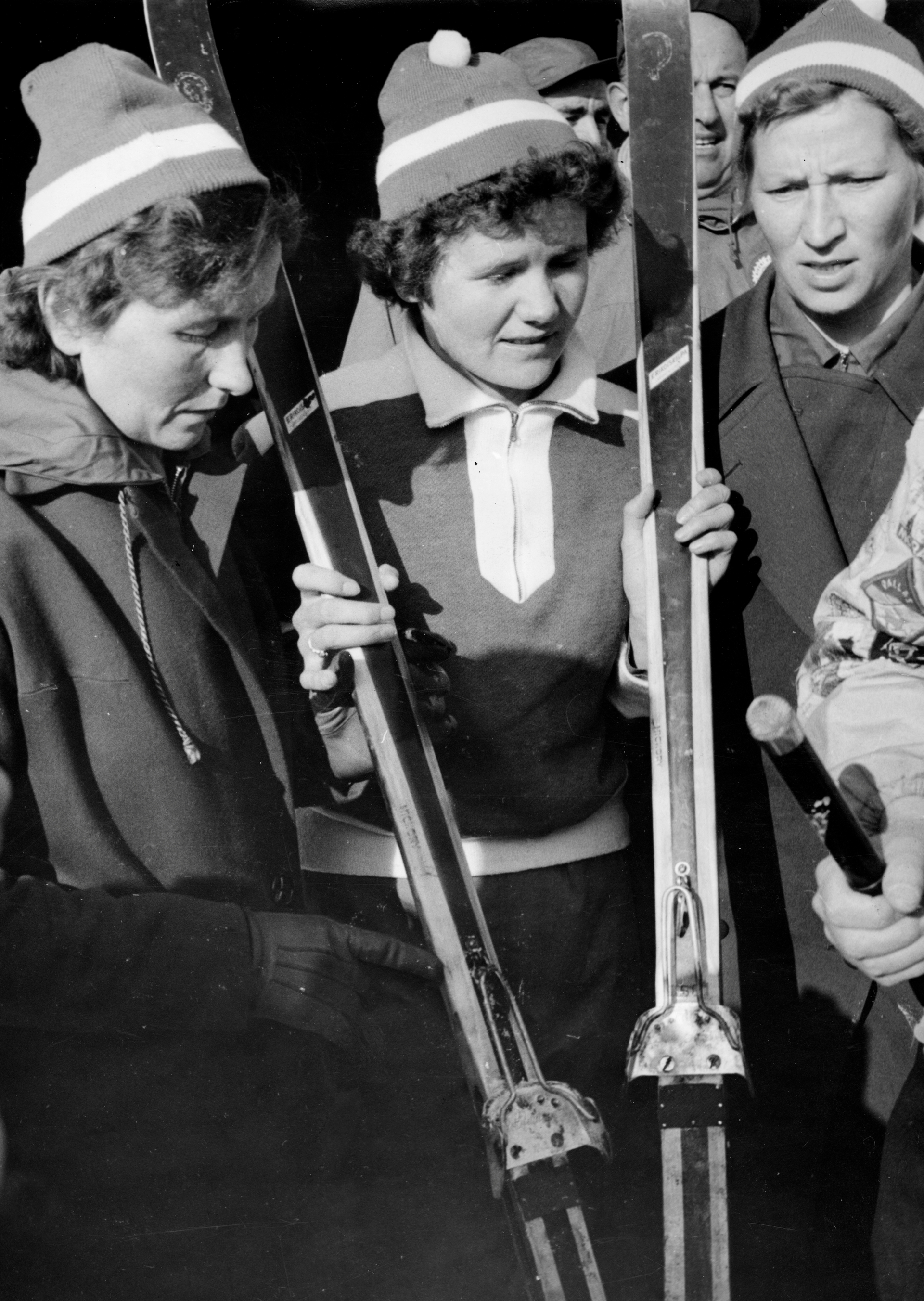
Sirkka Polkunen, Mirja Hietamies, et Siiri Rantanen

Sirkka Tellervo Polkunen (nom marital Vilander) (né le 6 novembre 1927 - morte le 28 septembre 2014) est une fondeuse finlandaise.

## Jeux olympiques
- Jeux olympiques d'hiver de 1956 à Cortina d'Ampezzo 
  -  Médaille d'or en relais 3 × 5 km.

## Championnats du monde
- Championnats du monde de ski nordique 1954 à Falun 
  -  Médaille d'argent en relais 3 × 5 km.